# 拉尼爾 (喬治亞州)
拉尼爾（英語：Lanier）是位於美國喬治亞州布賴恩縣的一個非建制地區。該地的面積和人口皆未知。

## 地理
拉尼爾的座標為32°07′48″N 81°32′12″W / 32.13000°N 81.53667°W，而該地的平均海拔高度為21米（即69英尺）。